# Einschaltprogramm
Einschaltprogramm ist ein Begriff aus dem Hörfunkbereich. Ein Einschaltprogramm bietet feste Sendungen, die sich klar voneinander unterscheiden und deutlich unterschiedliche Zielgruppen ansprechen. Es ist zu unterscheiden von einem Tagesbegleitprogramm, das die Nutzer möglichst lange halten will und sie dabei von einer Sendung in die nächste zu ziehen versucht.
Traditionell waren die ersten Medienangebote Einschaltprogramme, auch weil die Sender zunächst nicht den ganzen Tag sendeten. Es waren zunächst die Popwellen im Radio wie SWF3, und hr3, die über den ganzen Tag eine durchgängige Programmfarbe einschalteten. Mit dem Aufkommen der kommerziellen Hörfunksender in den 1980er Jahren wurde dies zum Trend – heute begreifen sich praktisch alle Massenprogramme als Tagesbegleitprogramm und haben Einschalt-Elemente weitgehend reduziert.
Öffentlich-rechtliche Kultursender begreifen sich bis heute weiterhin bewusst als Einschaltprogramme; das sind Bayern 2, Bremen Zwei, der Deutschlandfunk, der Deutschlandfunk Kultur, hr2-kultur, das Kulturradio des RBB, MDR Kultur, NDR Kultur, Ö1, Radio SRF 2 Kultur, SR 2, SWR2, WDR 3 sowie WDR 5.
Auch die meisten Freien Radios sind faktisch und in ihrem Selbstverständnis Einschaltprogramme: Es wird Wert darauf gelegt, sonst unterrepräsentierte Musikgenres und Gesellschaftsschichten in den Mittelpunkt der jeweiligen Sendung zu stellen. In ihren Autorensendungen senden die verschiedenen Moderatorengruppen somit bewusst für die jeweilige Szene.

## Nachteile
Ein Einschaltprogramm setzt voraus, dass sich der Hörer bzw. Zuschauer aktiv über Programminhalte informiert. Während dies bei Fernsehsendern noch vergleichsweise gut funktioniert, findet Radionutzung kaum noch nach Programmzeitschrift statt; selbst regelmäßige Hörer populärer Sender sind oft nicht in der Lage, Sendezeiten und -inhalte korrekt wiederzugeben. Einen Einschaltimpuls zu geben, erweist sich als hohe Hürde – Radiohörer sind nicht willens, ihren Tagesablauf nach den Sendezeiten des Radios auszurichten, anders als beim Fernsehen.
Auch dort ist ein gewisser Trend weg vom Einschaltprogramm zu beobachten; die Sender versuchen durch eine entsprechende Programmierung einen möglichst großen „Audience Flow“ zu generieren.

## Vorteile
Ein Einschaltprogramm bietet die Möglichkeit, viele Nischeninteressen zu bedienen – wenn die Hürde erst einmal überwunden ist, die Hörer an feste Nutzungszeiten zu binden.
Einschaltprogramme profitieren deshalb stark von On-Demand-Verbreitungswegen wie Podcasts. Wo es ihnen gelingt, Nischenhörer und -zuschauer zu gewinnen, binden sie diese mit einem weitgehend konkurrenzlosen Angebot sehr eng an sich.